# Innocenci VIII
Innocenci VIII (Gènova, 1434 - Roma, 25 de juliol de 1492) va ser Papa de Roma entre el 1484 i el 1492. De nom Giovanni Battista Cibo, era fill d'un senador romà, va passar la seva infantesa en la cort napolitana des d'on va passar a estudiar a Pàdua i Roma on va entrar al servei del cardenal, i germanastre del Papa Nicolau V, Calandrini.
Aquestes relacions li van permetre ser nomenat, el 1467, bisbe de Savona pel papa Pau II, i posteriorment el 1473, cardenal pel papa Sixt IV.
Escollit Papa el 29 d'agost de 1484, va intentar com a primera mesura l'organització d'una croada contra els turcs, però la seva crida als monarques cristians va resultar infructuosa en estar aquests embardissats en lluites entre ells.

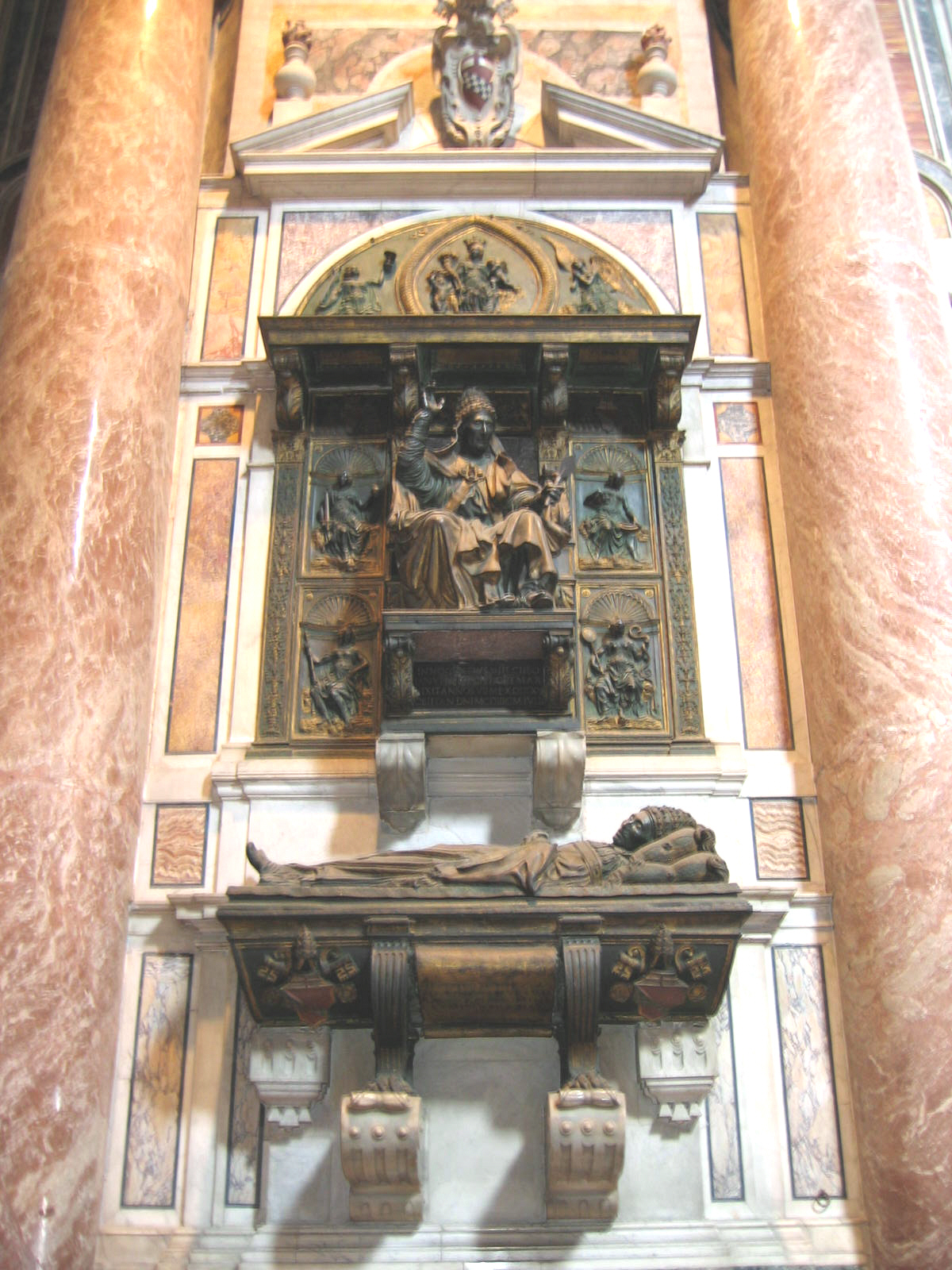
Tomba d'Innocenci VIII a la Basílica de Sant Pere.

Preocupat per la bruixeria promulga, el 5 de desembre del 1484, la butlla Summis desiderantes affectibus en la qual reconeix la seva existència i envia Alemanya als inquisidors on realitzarà la que és considerada com la primera "cacera de bruixes" de la història. Aquesta butlla papal serà la base perquè els dominicans publiquin, el 1487, l'obra Malleus Maleficarum que encara que mai no ha estat reconeguda per l'Església es convertirà en el text bàsic per a l'enjudiciament, condemna i càstig de la bruixeria.
El 1486 va prohibir la lectura de les quatre-centes proposicions de Pico Della Mirandola per considerar-les herètiques
Gran impulsor de la Inquisició, nomenarà el 1487 Tomás de Torquemada com a gran inquisidor d'Espanya.
La conquesta de Granada a les mans de reis Isabel i de Ferran va fer que el Papa els concedís el títol de "Catòlica majestat", amb el qual a partir de llavors van ser coneguts com els Reis Catòlics.
El seu pontificat va estar caracteritzat pel nepotisme, arribant a nomenar cardenal al seu propi net, quan aquest tenia tan sols 13 anys.
Va morir el 25 de juliol de 1492.
Les profecies de Sant Malaquies es refereixen a aquest papa com Praecursor Siciliæ (El precursor de Sicília), citació que fa referència a què el seu nom de pila, Giovanni Battista, era el nom del precursor de Crist, i a què va estar vinculat a la Cort d'Alfons, Rei de Sicília.